# Stazione di Sant'Anastasia
La stazione di Sant'Anastasia è una stazione della ferrovia Circumvesuviana, sita nell'omonimo comune.
Si trova sulla ferrovia Napoli-Ottaviano-Sarno.

## Strutture e impianti

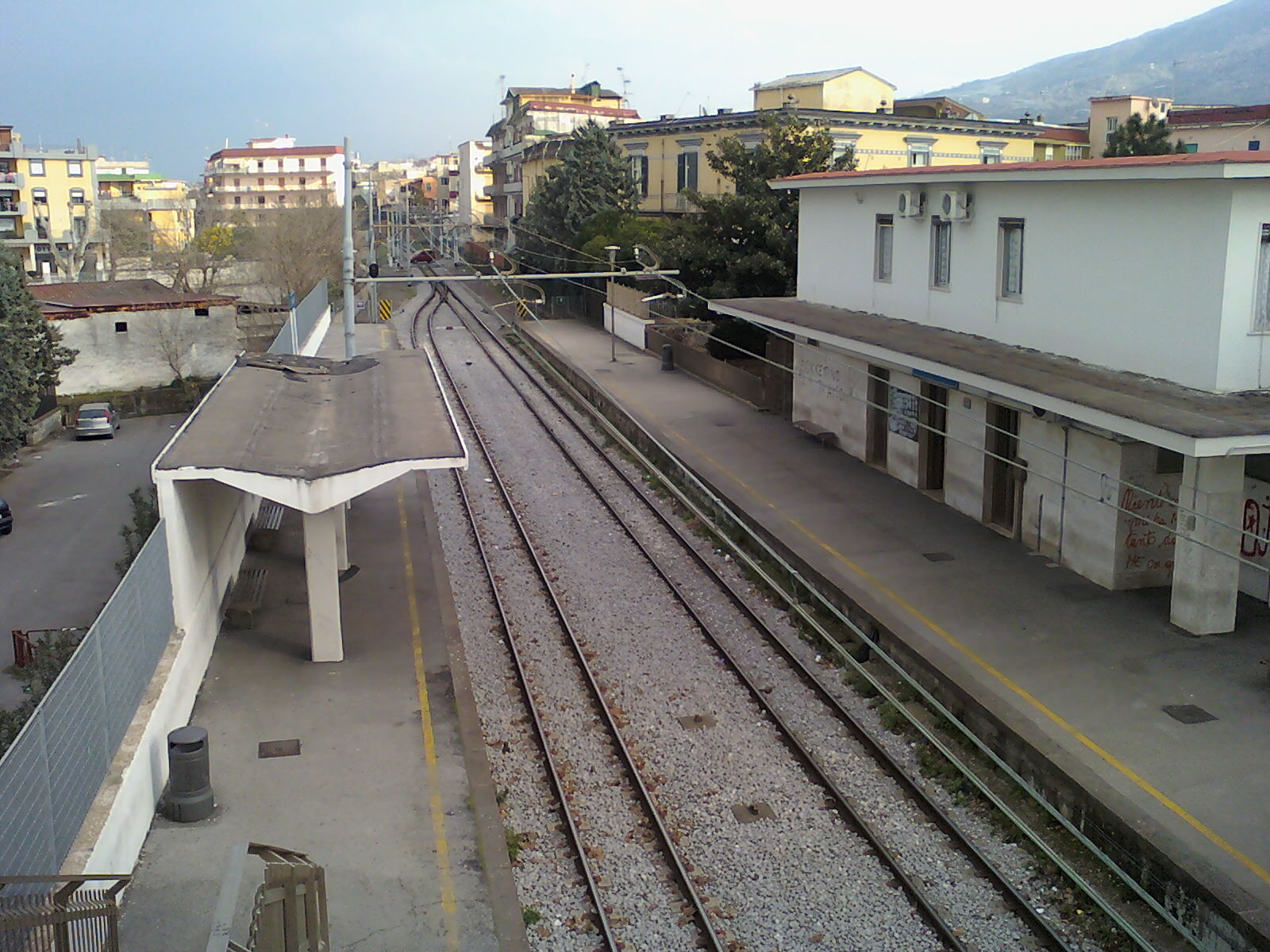
Il piazzale binari in direzione Sarno

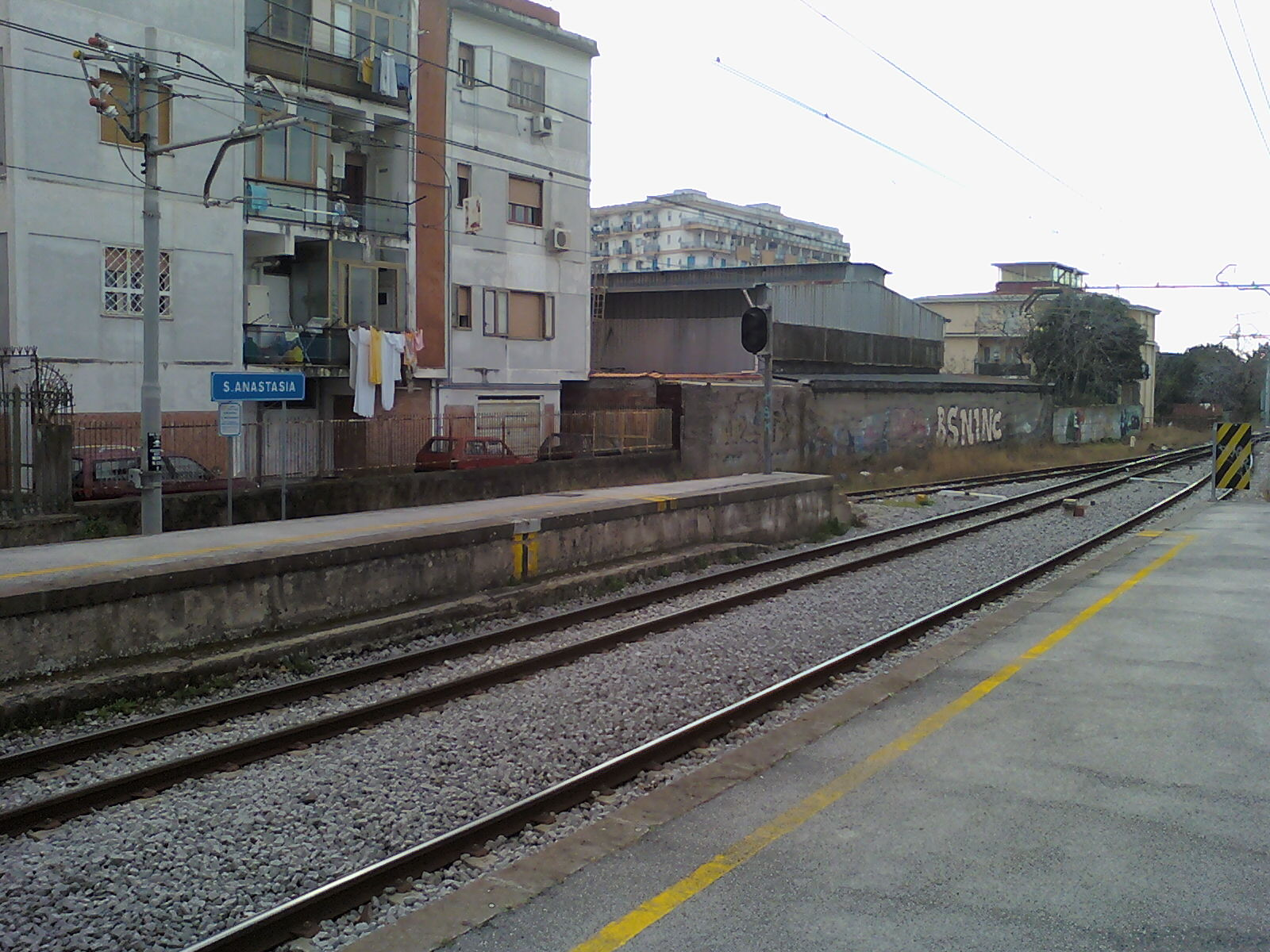
veduta in direzione Napoli Porta Nolana

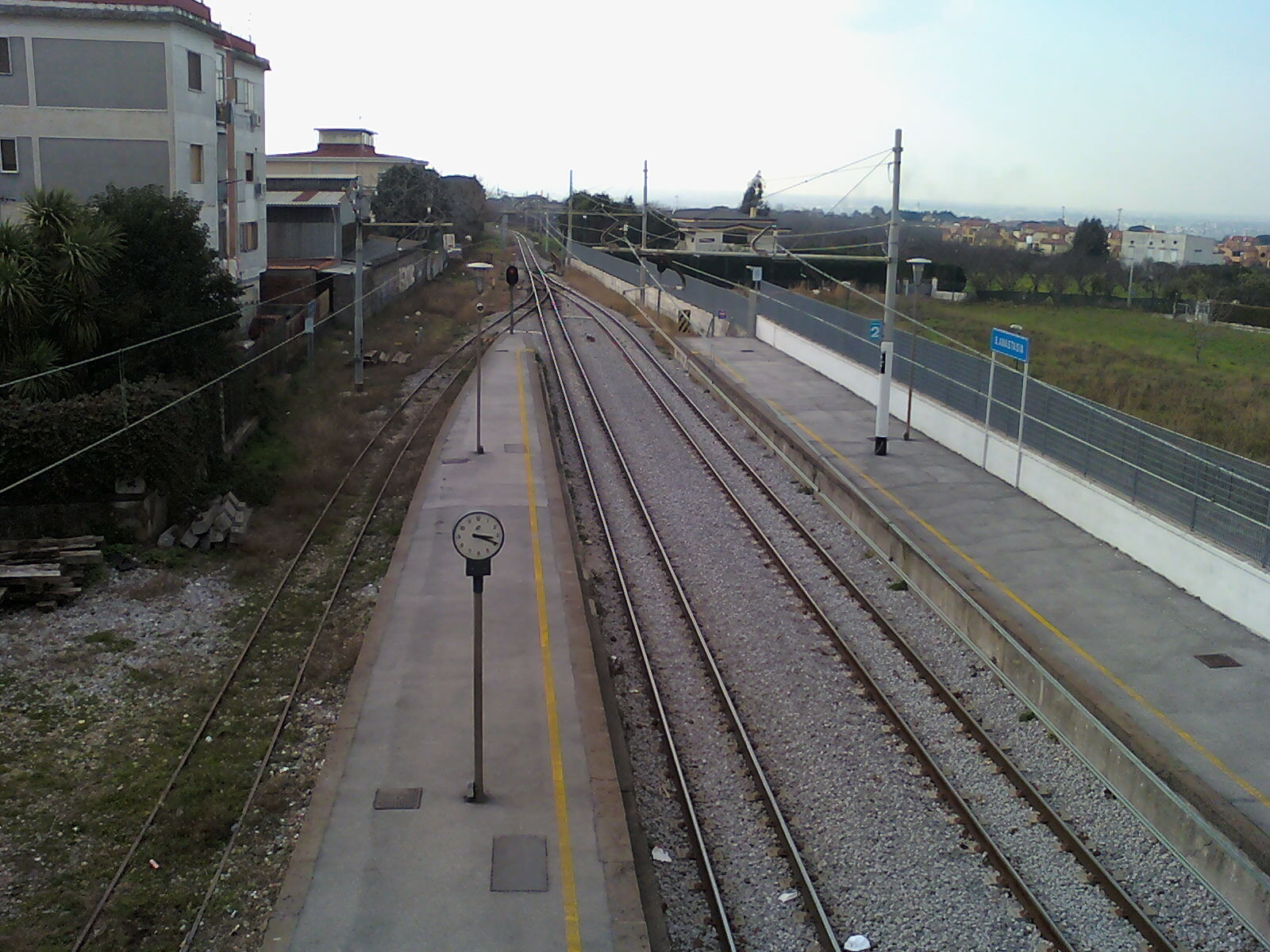
Il piazzale binari in direzione Napoli Porta Nolana

La stazione è dotata di due binari passanti con annesse banchine più uno tronchino atto al parcheggio dei mezzi da lavoro; prospiciente alla banchina del primo binario sono siti la biglietteria e l'atrio passeggeri. Le due banchine sono collegate tramite sovrappassaggio. La linea è a binario unico per cui è molto frequente che nella stazione vi siano coincidenze. Nei rari casi in cui la coincidenza non avviene viene utilizzato solo il primo binario.
La stazione manca di scalo merci.

## Movimento
La stazione di Sant'Anastasia ha un movimento passeggeri notevole. Molti pendolari che per ragioni di lavoro o di studio gravitano tra il centro di Napoli ed i paesi limitrofi si servono dei treni della Circumvesuviana grazie ai quali si possono raggiungere anche alcune località di grande interesse artistico per gite fuori porta come la già citata Napoli, ma anche Ercolano, Pompei, Sorrento. In ultima analisi va anche segnalato che il forte utilizzo della Circumvesuviana è favorito dalla mancanza all'interno del territorio comunale di Sant' Anastasia di una stazione delle Ferrovie dello Stato.

## Servizi
La stazione dispone di:
- Biglietteria
- Sovrappassaggio
- Accessibilità per portatori di handicap (solo binario 1)
- Servizi igienici